# Messerschmitt Me 263
El Messerschmitt Me 263 fue un interceptor propulsado con cohetes desarrollado a partir del Me 163 Komet hacia el final de la Segunda Guerra Mundial. Se construyeron tres prototipos, pero ninguno llegó a volar por sus propios medios porque el rápido deterioro de la situación militar en Alemania impidió que se completara el programa de pruebas.

## Historia

### Me 163
El interceptor cohete  Me 163 Komet (cometa) había sido desarrollado a partir de una serie de planeadores experimentales, equipados con lo que era en el momento de un motor altamente experimental de propulsión mediante cohetes. Tan pronto como el sistema mejoró hasta el punto de funcionalidad básica, fue puesto en servicio, volando perfectamente. Como consecuencia, el diseño resultante tenía una serie de graves defectos.
Uno de los mayores problemas de la aeronave era consecuencia de su mayor fortaleza, su alta velocidad. En la práctica, los pilotos encontraron muy difícil conseguir suficientes rondas en un avión enemigo para derribarlo antes de sobrepasarlo. Esto dio lugar a numerosos desarrollos de las armas más potentes, pero no hubo solución completa al problema. Otra cuestión era que, al igual que la mayoría de los planeadores, el Me 163 aterrizaba sobre un patín, en lugar del convencional tren de aterrizaje con ruedas.
Pero, con mucho, el mayor problema era que la limitada carga de combustible suponía una autonomía de vuelo muy reducida. El avión a plena potencia tenía menos de 8 minutos de vuelo, algunos de los cuales se utilizaban en el despegue y el ascenso a la altitud operativa. Esto dio la aeronave muy poco tiempo para encontrar y atacar al enemigo, limitándola a una pequeña área de operaciones casi directamente por encima de su propia base. Cuando se propuso inicialmente para su uso operacional, se había hablado de la construcción de docenas de  bases para proporcionar una cobertura continua, pero a medida que los problemas anteriores empeoraban se finalizaron estos planes.
Aunque el Me 163 tenía muy poca autonomía, originalmente era menor aún. En los diseños originales el motor del cohete tenía una sola posición del acelerador y el combustible se quemaba más rápido. Esto aparte de la pequeña autonomía entregada, durante las pruebas de vuelo los pilotos de la aeronave encontraron rápidamente efectos de compresibilidad en cuanto se alcanzaba nivel de vuelo partir del despegue. Esto llevó a la  RLM exigir la adición de un acelerador, dando lugar a largas demoras y una disminución dramática en la economía de combustible.
Este problema fue terminando en la poco actualizada versión 163C. Este contó con un nuevo motor de cohete de doble cámara, la cámara alta se ajustaba para una gran empuje, mientras que la cámara de empuje menor se usaba en velocidad crucero. Operacionalmente, el control de aceleración, era acompañado con puesta en marcha o detención del motor principal, que era cerca de cuatro veces más potente que el más pequeño. Este cambio simplifica en gran medida el motor, manteniendo al mismo tiempo una eficiencia mucho más alta durante el crucero. Junto con el ligero aumento del tanque de combustible, la autonomía de vuelo es de unos 12 minutos, una mejora del 50%. Finalmente debido a que el avión usaba poco tiempo en alcanzar altitud operativa, implicó duplicar el tiempo disponible para combate.

### Ju 248
A pesar de las mejoras realizadas en el proyecto Me 163, la RLM se mostraba insatisfecha con los avances, por lo tanto, decidió trasladar el desarrollo a Heinrich Hertel de Junkers. Sin embargo, Alexander Lippisch se mantuvo en el Messerschmitt y mantuvo el apoyo de Waldemar Voigt, para continuar las mejoras del Me 163C.
En Junkers, el plan básico para la aeronave, era producir un diseño aún más grande, el Ju 248. Se conservaron elementos del Me 163C, como la cabina presurizada y la carlinga de burbuja. Pero se buscó aumentar el almacenamiento de combustible e incluir un nuevo diseño de tren de aterrizaje retráctil. El 25 de septiembre de 1944 una maqueta de madera fue demostrada a los funcionarios. La versión de producción estaba destinada a ser alimentada por el más poderoso BMW 708 motor de cohete en lugar de los actuales Walter.
Antes de la construcción real de la Ju 248, dos Me 163B, el V 13 y V 18, fueron designados para ser reconstruido. Por desgracia, el V 13 se había deteriorado debido a la exposición a la intemperie, por lo que sólo el V 18 fue reconstruido. Este es el avión que se identifica a menudo como el Me 163D (tal variante nunca se realizó), ya que este avión fue construido después del Ju 248 proyecto que había comenzado.
Hertel tenía la esperanza de instalar un motor Lorin Ramjet, pero esta tecnología todavía estaba muy por delante de su tiempo. Como medida provisional, se decidió construir el avión con dos tanques externos de 160 litros de combustible T-Stoff, estos tanques iban a ser instalados bajo las alas. Esto conduciría a una disminución de la velocidad 10% pero no características de vuelo negativas. A pesar de que Junkers solicitó el uso de un ala estándar del Me 163B, se decidió por modificar el ala y aumentar la capacidad de combustible C-Stoff. Esta modificación se llevó a cabo por la firma Puklitsch.

### Me 263
En noviembre de 1944, el avión fue redesignado como Me 263 para mostrar su conexión con el Me 163. Los dos proyectos tienen nombres diferenciados según el fabricante: Ju 248 Flunder para Junkers y Me 263 Scholle (Solla) para Messerschmitt.
El primer vuelo sin motor del Me 263 V1 fue en febrero de 1945. Varios vuelos sin motor tuvieron lugar ese mes. El mayor problema tenía que ver con el centro de gravedad, que fue restaurada con la adición de contrapesos. Eventualmente, la aeronave en producción habría reposicionado el motor o la instalación del tren de aterrizaje para resolver este problema. El tren de aterrizaje era todavía no retráctil. Los resultados de estos primeros vuelos fue el avión dio una " ziemlich fertigen Eindruck", es decir, que parecía estar listo.
Los vuelos de prueba fueron detenidos más tarde debido a la escasez de combustible para el Bf 110 que lo remolcaba. A medida que el Me 263 no era una parte de la Führernotprogramm (Programa de Emergencia del Führer), era difícil conseguir los recursos necesarios. Por el momento, el avión no se espera que entre en producción, pero se permitió un mayor desarrollo. El V2 y V3, aún no estaban listos. El V2 obtuvo el tren de aterrizaje retráctil y el V3 tendría el armamento construido adentro del avión.
En abril, los estadounidenses ocuparon la planta y capturaron los tres prototipos y la maqueta. El V2 fue destruido, pero otro prototipo fue terminado en los Estados Unidos. El resto fue entregado a la Unión Soviética, a partir del cual crearon su propio interceptor, el Mikoyan-Gurevich I-270.

## Especificaciones (Me 263 V1)

### Características generales
- Tripulación: 1
- Longitud: 7,8 m (25,7 ft)
- Envergadura: 9,5 m (31,2 ft)
- Altura: 3,2 m (10,4 ft)
- Superficie alar: 17,8 m² (191,6 ft²)
- Peso vacío: 2105 kg (4639,4 lb)
- Peso máximo al despegue: 5150 kg (11 350,6 lb)
- Planta motriz: 1× cohete Walter HWK 109-509C-3.
  - Empuje normal: 19,6 kN (2000 kgf; 4409 lbf) de empuje.

### Rendimiento
- Velocidad máxima operativa (Vno): 880 km/h (547 MPH; 475 kt) a 14000 m
- Alcance: 15 minutos a 11.000 m
- Régimen de ascenso: 150 m/s (29 527 ft/min)

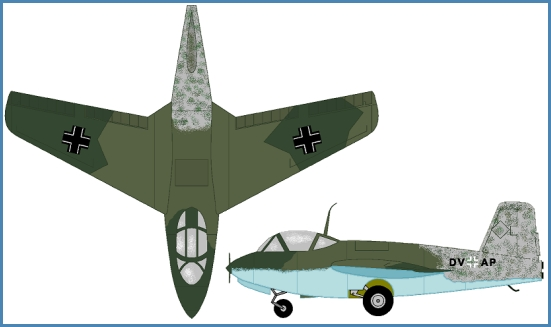
Messerschmitt Me 263

- Todas las prestaciones son estimadas.

### Armamento
- Cañones: 2× MK 108